# Iván Úrgant
Iván Andréievich Úrgant (ruso: Иван Андреевич Ургант, (Leningrado, 16 de abril de 1978) es una personalidad de la televisión rusa, showman y actor.

## Biografía
Iván Úrgant nació en Leningrado en una familia de actores. Sus padres son Andréi Úrgant (hijo de Nina Úrgant y Lev Milínder) y Valeria Kiseliova.
Se graduó de Academia de Artes y Teatro de San Petersburgo.
En los 1990s Iván Úrgant fue el líder del Maxim Leonídov, un proyecto ruso.
Úrgant también es juez en los juegos KVN.

## Carrera televisiva

### Presentador de programas de TV
- Petersburg Courier. Canal 5 de San Petersburgo, 1999.
- Big Movie. MTV Rusia, 2001.
- Mañana alegre. MTV Rusia, 2001–2002.
- Total Show. MTV Rusia, 2002.
- Expresso. MTV Rusia, 2002–2004.
- Artista del pueblo (Narodniy Artist). Rossiya 1, 2003–2004.
- Piramida. Rossiya 1, 2004.
- Gran Premier. Primer canal, 2005.
- Primavera con Ivan Urgant. Primer canal, 2006.
- Gusto. Primer canal; 2006–present.
- Circo con las estrellas. Primer canal, 2007.
- Pared en la pared (Stenka na stenku). Primer canal, 2007–2008.
- El mundo mágico de Disney. Primer canal, 2007–2011.
- Gran diferencia. Primer canal, 2008–2012.
- Prozhektorperiskhilton. Primer canal, 2008–2012, 2017 - presente.
- Tour de France. Primer canal, 2011.
- Evening Urgant. Primer canal; 2012 - presente.
- Su Italia. Primer canal; 2012.
- El rompecabezas alemán. Primer canal; 2013.
- Inglaterra en general y en particular. Primer canal; 2014.
- Felicidad judía. Primer canal; 2016.
- Tardes de Moscú (Podmoskovnie vechera). Primer canal; 2016 - presente. Productor.
- En busca de Don Quijote. Primer canal; 2017.
- Escandinavia. Primer canal.

### Presentador de premiaciones
- Scarlet Sails, un festival anual de estudiantes que dejan la escuela en San Petersburgo. 2005-2007, 2009-2017.
- Premio Glamour "Mujer del año". 2005-2007 y 2009-2015.
- Miss Rusia. 2006 y 2009.
- Movie Awards MTV Russia 2007, con Pamela Anderson. 2007.
- Premio "Humor del año". 2007.
- Premio Silver Galosh. 2007.
- Ceremonia de apertura del "Año de la Familia". 2008.
- Premio Muz-TV, con Ksenia Sobchak. 2008 y 2010.
- Premio "Gramófono dorado". 2008-2017.
- Premio "Persona GQ del año". 2009-2016.
- Olivier show. Viendo el viejo año, en Primer Canal. 2008, 2010-2012.
- "Noche de Año Nuevo en el Primer Canal". El 1 de enero de 2009.
- Festival de la Canción de Eurovisión 2009, con la cantante Alsou..[4]
- Miss Ucrania. 2010 y 2012.
- Concierto de las "20 mejores canciones de 2010". 2010.
- Talismania. Sochi 2014. 2011.
- Noche de aniversario de Oleg Tabakov. 2016.
- Sorteo de equipos de la Copa Mundial Rusia 2018, con Gary Lineker y Maria Komandnaya. 2017.[5][6]

## Carrera cinematográfica
- Tiempo difícil, 1996.
- Calles de luces rotas, 1999.
- Dinero, 2002.
- 33 metros cuadrados, 2002.
- De 180 en adelante, 2002.
- Primero rápido (en ruso: Первый скорый), 2006.
- Estaño, 2006.
- Vaso, 2006.
- Primera casa, 2007.
- Él, ella y yo, 2007.
- Tres y copo de nieve, 2007.
- La belleza requiere..., 2008.
- El mago, 2008.
- Paradoja, 2008.
- Europa-Asia, 2008.
- Árboles de Navidad (Yolki), 2010.
- Problemas con Suerte, 2011.
- Vysotsky. Gracias por estar vivo, 2011.
- Yolki 2, 2011.
- Yolki 3, 2013.
- Yolki 1914, 2014.
- Rápido "Moscú-Rusia", 2014.
- Yolki 5, 2016.
- Yolki 6, 2017.
- Mitos, 2017.

## Carrera musical
Iván Úrgant toca la guitarra, el piano y la batería. A finales de los años 90 actuó bajo el seudónimo de Vnuk (en ruso: Внук). En 2011 Iván renovó su carrera de cantante y actualmente se presenta con el seudónimo de Grisha Urgant.

### Discografía
- Estrella, 1999.
- Estrada, 2012.

## Premios
- 2007, 2009, 2010, 2011, 2014 y 2015 - Premio TEFI 2007, por los programas Prozhektorperiskhilton y Evening Urgant.[7]
- 2014 - Premio del "Top 50. La gente más famosa de Petersburgo" en la nominación "GEGi del año".
- 2016 - Kids Choice Awards en la categoría "Mejor presentador de televisión ruso".
- 2016 - Ganador del Premio Nacional de Televisión en la categoría "Mejor programa de entretenimiento líder" por el programa Evening Urgant.
- 2016 - Premio "Héroe del pueblo" de la revista OK.[8]